# Бергамо (провинция)
Бѐргамо (на италиански: Provincia di Bergamo) е провинция в Италия, в региона Ломбардия.
Площта ѝ е 2723 км², а населението — около 1 099 000 души (2010). Провинцията включва 243 общини, административен център е град Бергамо.

## Административно деление
Провинцията се състои от 243 общини:
- Бергамо
- Аверара
- Авиатико
- Адрара Сан Мартино
- Адрара Сан Роко
- Албано Сант'Алесандро
- Албино
- Алгуа
- Алме
- Алмено Сан Бартоломео
- Алмено Сан Салваторе
- Алцано Ломбардо
- Амбивере
- Антеняте
- Ардезио
- Арцаго д'Ада
- Арчене
- Ацано Сан Паоло
- Ацоне
- Банятика
- Барбата
- Бариано
- Барцана
- Бедулита
- Бербено
- Бергамо
- Берцо Сан Фермо
- Бианцано
- Блело
- Болгаре
- Болтиере
- Бонате Сопра
- Бонате Сото
- Борго ди Терцо
- Босико
- Ботануко
- Брака
- Бранци
- Брембате
- Брембате ди Сопра
- Бриняно Джера д'Ада
- Брузапорто
- Брумано
- Валбондионе
- Вал Брембила
- Валбрембо
- Валгольо
- Валеве
- Валнегра
- Валторта
- Ведезета
- Верделино
- Вердело
- Вертова
- Виаданика
- Вигано Сан Мартино
- Виголо
- Вила д'Ада
- Вила д'Алме
- Вила д'Оня
- Вила ди Серио
- Вилминоре ди Скалве
- Вилонго
- Гаверина Терме
- Гадзанига
- Ганделино
- Гандино
- Гандосо
- Гизалба
- Горлаго
- Горле
- Горно
- Грасобио
- Громо
- Гроне
- Грумело дел Монте
- Далмине
- Дзандобио
- Дзаника
- Дзоньо
- Досена
- Ендине Гаяно
- Ентратико
- Изола ди Фондра
- Исо
- Кавернаго
- Казаца
- Казирате д'Ада
- Казниго
- Калвенцано
- Калчинате
- Калчо
- Калуско д'Ада
- Камерата Корнело
- Каноника д'Ада
- Капидзоне
- Каприате Сан Джервазио
- Каприно Бергамаско
- Караваджо
- Карвико
- Каробио дели Анджели
- Карона
- Касильо
- Кастел Роцоне
- Кастели Калепио
- Кастионе дела Презолана
- Кастро
- Кацано Сант'Андреа
- Киньоло д'Изола
- Киудуно
- Клузоне
- Ково
- Колдзате
- Колере
- Колоньо ал Серио
- Комун Нуово
- Корна Иманя
- Корналба
- Кортенуова
- Коста Вале Иманя
- Коста Волпино
- Коста ди Медзате
- Коста Серина
- Кредаро
- Кузио
- Курно
- Лалио
- Левате
- Лена
- Лефе
- Ловере
- Локатело
- Лурано
- Луцана
- Мадоне
- Мапело
- Мартиненго
- Медзолдо
- Медолаго
- Мизано ди Джера д'Ада
- Модзаника
- Мойо де' Калви
- Монастероло дел Кастело
- Монтело
- Моренго
- Морнико ал Серио
- Моцо
- Нембро
- Озио Сопра
- Озио Сото
- Олмо ал Брембо
- Олтре ил Коле
- Олтресенда Алта
- Онета
- Оноре
- Орио ал Серио
- Орника
- Пагацано
- Паладина
- Палацаго
- Палоско
- Пардзаника
- Паре
- Педренго
- Пея
- Пианико
- Пиарио
- Пиаца Брембана
- Пиацаторе
- Пиацоло
- Поняно
- Понте Носа
- Понте Сан Пиетро
- Понтераника
- Понтида
- Понтироло Нуово
- Прадалунга
- Предоре
- Презецо
- Премоло
- Пумененго
- Раника
- Рандзанико
- Рива ди Солто
- Ровета
- Романо ди Ломбардия
- Ронкобело
- Ронкола
- Роньо
- Рота д'Иманя
- Сан Джовани Бианко
- Сан Паоло д'Аргон
- Сан Пелегрино Терме
- Сант'Омобоно Терме
- Санта Бриджида
- Сарнико
- Сканцорошате
- Скилпарио
- Седрина
- Селвино
- Сериате
- Серина
- Совере
- Солто Колина
- Солца
- Сонгавацо
- Соризоле
- Сото ил Монте Джовани XXIII
- Спиноне ал Лаго
- Спирано
- Стедзано
- Строца
- Суизио
- Тавернола Бергамаска
- Таледжо
- Телгате
- Терно д'Изола
- Торе Болдоне
- Торе де' Ровери
- Торе Палавичина
- Тревильо
- Тревиоло
- Трескоре Балнеарио
- Убиале Кланецо
- Урняно
- Фара Джера д'Ада
- Фара Оливана кон Сола
- Филаго
- Фино дел Монте
- Фиорано ал Серио
- Фонтанела
- Фонтено
- Фополо
- Форесто Спарсо
- Форново Сан Джовани
- Фуипиано Вале Иманя
- Ченате Сопра
- Ченате Сото
- Чене
- Черете
- Чивидате ал Пиано
- Чизано Бергамаско
- Чизерано